# 서동욱 (야구인)
서동욱(徐東旭, 1984년 3월 21일 ~ )은 전 KBO 리그 KIA 타이거즈의 내야수, 외야수이자, 현 파주 챌린저스의 코디네이터이다.

## 선수 시절

### KIA 타이거즈시절
2003년에 2차 1라운드 지명을 받아 입단했지만, 활약하지 못하고 2005년 시즌 후 마해영, 최상덕과 함께 LG 트윈스로 트레이드됐다.

### 상무 야구단시절
트레이드 후 곧바로 입대해 병역을 마치고 2007년에 제대했다.

### LG 트윈스시절
당시 스위치 히터였던 그는 2008년 9월 25일에 SK전에서 KBO 리그 최초로 좌·우 연타석 홈런을 쳐 냈고, 2010년 5월 12일에는 한화전에서 다시 한 번 좌·우 연타석 홈런을 기록했다. 하지만 그 이후 1군에 올라오지 못하고 시즌을 마감했다. KBO 리그 통산 3번뿐인 좌·우 연타석 홈런 기록을 2번이나 갖고 있는 유일한 타자이다. 2011년에는 내야와 외야를 오가며 멀티 플레이어로 활동하며 많은 경기를 소화했다. 내야 모든 포지션을 소화할 수 있고 심지어 외야수까지 맡으며 많은 경기에 출장했다.
2013년 4월 24일 당시 넥센 히어로즈 소속이었던 최경철과 1:1 트레이드를 통해 이적했다.

### 넥센 히어로즈시절
트레이드된 이후 당시 감독이었던 염경엽의 지시로 타율이 2할 8푼이 넘을 때까지 좌타석에서만 타격했다. 강진 베이스볼 파크에서 체력 관리 겸 타격 밸런스를 조절하다가 2013년 5월 8일 트레이드된 후 처음으로 1군에 등록됐고, 바로 선발 라인업에 등록됐다. 공교롭게도 상대 팀은 친정 팀 LG 트윈스였고, 타석에 들어서기 전 LG 트윈스 덕 아웃에 헬멧을 벗고 인사하자, 당시 LG 코칭스태프, LG 선수들, LG팬들 모두 박수를 보냈다. 첫 타석부터 상대 투수 우규민을 상대로 싹쓸이 3루타를 쳐 냈고, 이는 트레이드 후의 첫 안타이자 트레이드 후의 첫 결승타였다. 6월 29일 한화전에서 임기영을 상대로 트레이드 후 첫 홈런을 기록했다. 시즌 내내 포수를 제외한 내야 전 포지션과 좌익수를 맡으며 전천후 유틸리티 플레이어로서 팀에 기여했고 특히 시즌 후반에는 좌익수로 자주 출장했다. 시즌 2할대 타율, 7홈런, 21타점을 기록하며 백업 선수로서 나쁘지 않은 성적을 기록했다. 데뷔 후 첫 포스트 시즌에 출장했으며, 준플레이오프에서는 주로 2번 타자, 좌익수로 출전해 뛰어난 작전 수행 능력을 보여줬다. 2014년 6월에 포수로 출장했고 이를 계기로 포수도 맡았다.

### KIA 타이거즈복귀
2016년 4월 6일 무상 트레이드를 통해 복귀하였다. 복귀 전에서 화끈한 홈런을 쳐 내며 팬들에게 많은 관심을 받았다. 5월 5일에 이성민과 벤치클리어링을 일으켰으나 좋은 성적으로 만회했다. 복귀 후 좌타자로 완전히 전향했다.
2019년 시즌 후 김주형, 홍재호, 박경태와 함께 방출됐다.

## 야구선수 은퇴 후
은퇴 후 KIA 타이거즈의 2군 타격코치를 맡았다.

## 등번호
- '17' - (넥센 히어로즈, 2016년 / KIA 타이거즈, 2018년 ~ 2019년)
- '4' - (KIA 타이거즈, 2016년 ~ 2017년)
- '91' - (KIA 타이거즈, 2020년 ~ 2021년)

## 출신 학교
- 서울학동초등학교
- 휘문중학교
- 경기고등학교
- 전남과학대학교

## 별명
서봇대, 생각하는 서람, 서수아비, 휴게서, 서펠탑, 서도승, 서까모니, 서탠딩 삼진, 엠파이어 서테이트 빌딩 등 있다. 김별명 김태균, 용암택 박용택 못지 않는 별명부자다.

## 가족관계
- 아내: 주민희

## 통산 기록
| 연도 | 팀명   | 타율  | 경기 | 타수 | 득점 | 안타 | 2루타 | 3루타 | 홈런 | 루타 | 타점 | 도루 | 도실 | 볼넷 | 사구 | 삼진 | 병살 | 실책 |
| ---- | ------ | ----- | ---- | ---- | ---- | ---- | ----- | ----- | ---- | ---- | ---- | ---- | ---- | ---- | ---- | ---- | ---- | ---- |
| 2003 | KIA    | 0.140 | 42   | 43   | 5    | 6    | 0     | 0     | 0    | 6    | 2    | 0    | 1    | 2    | 1    | 23   | 0    | 0    |
| 2004 | KIA    | 0.213 | 58   | 94   | 12   | 20   | 4     | 0     | 3    | 33   | 11   | 1    | 2    | 15   | 1    | 35   | 2    | 5    |
| 2005 | KIA    | 0.000 | 12   | 6    | 0    | 0    | 0     | 0     | 0    | 0    | 0    | 0    | 0    | 1    | 0    | 5    | 0    | 0    |
| 2008 | LG     | 0.243 | 27   | 70   | 9    | 17   | 1     | 1     | 3    | 29   | 9    | 0    | 0    | 8    | 4    | 23   | 1    | 0    |
| 2009 | LG     | 0.000 | 5    | 6    | 0    | 0    | 0     | 0     | 0    | 0    | 0    | 0    | 0    | 0    | 0    | 5    | 0    | 0    |
| 2010 | LG     | 0.244 | 11   | 45   | 5    | 11   | 1     | 0     | 2    | 18   | 4    | 0    | 0    | 2    | 0    | 15   | 1    | 0    |
| 2011 | LG     | 0.267 | 112  | 303  | 42   | 81   | 11    | 1     | 7    | 115  | 37   | 7    | 1    | 33   | 8    | 90   | 4    | 7    |
| 2012 | LG     | 0.216 | 103  | 273  | 32   | 59   | 9     | 3     | 0    | 74   | 17   | 3    | 2    | 32   | 7    | 78   | 7    | 6    |
| 2013 | 넥센   | 0.261 | 104  | 218  | 27   | 57   | 12    | 1     | 6    | 89   | 21   | 4    | 2    | 30   | 3    | 52   | 4    | 4    |
| 2014 | 넥센   | 0.147 | 39   | 34   | 2    | 5    | 1     | 0     | 0    | 6    | 0    | 1    | 0    | 3    | 1    | 12   | 1    | 0    |
| 2015 | 넥센   | 0.233 | 55   | 103  | 14   | 24   | 5     | 0     | 3    | 38   | 15   | 0    | 0    | 11   | 3    | 45   | 1    | 2    |
| 2016 | KIA    | 0.292 | 124  | 411  | 73   | 120  | 30    | 3     | 16   | 204  | 67   | 9    | 4    | 60   | 5    | 108  | 8    | 6    |
| 2017 | KIA    | 0.282 | 125  | 319  | 49   | 90   | 21    | 1     | 7    | 134  | 48   | 1    | 1    | 33   | 3    | 86   | 5    | 2    |
| 2018 | KIA    | 0.204 | 32   | 49   | 3    | 10   | 3     | 0     | 0    | 13   | 2    | 0    | 0    | 5    | 1    | 15   | 1    | 1    |
| 통산 | 14시즌 | 0.253 | 849  | 1974 | 273  | 500  | 98    | 10    | 47   | 759  | 233  | 26   | 13   | 235  | 37   | 592  | 35   | 33   |

## 참조
1. ↑  KBO (2009년 3월 10일). 《한국 프로야구 기록대백과》 제4판. 684쪽.
2. ↑  LG-KIA, 마해영·장문석 포함한 대형 트레이드 단행 - 조이뉴스24
3. ↑  전 롯데 자이언츠 외야수였던 스위치 히터 펠릭스 호세도 좌·우타석 홈런을 친 적이 있으나 연타석 홈런은 아니었다.
4. ↑  LG 서동욱 '진짜 팔방미인은 나야'[깨진 링크(과거 내용 찾기)] - 스포츠서울
5. ↑  LG-넥센, 서동욱-최경철 1:1 맞트레이드 보관됨 2014-06-02 - 웨이백 머신 - 마이데일리
6. ↑  서동욱, 넥센 데뷔전서 친정팀 LG상대로 '펄펄'[깨진 링크(과거 내용 찾기)] - 연합뉴스
7. ↑  언성 히어로 서동욱 "200% 했다"-스포츠조선